# 32057 Ethannovek
32057 Ethannovek è un asteroide della fascia principale. Scoperto nel 2000, presenta un'orbita caratterizzata da un semiasse maggiore pari a 2,4675996 UA e da un'eccentricità di 0,1206792, inclinata di 1,72930° rispetto all'eclittica.